# Extant: Przetrwanie
Extant – amerykański serial fantastycznonaukowy wyprodukowany przez Amblin Entertainment oraz CBS Television Studios. 7 sierpnia 2013 roku CBS zamówiła serial na sezon letni 2014 roku. Twórcą serialu jest Mickey Fisher.
Serial był emitowany od 9 lipca 2014 roku przez CBS. W Polsce serial miał swoją premierę 1 września 2014 roku, dostępny w usłudze VOD nSeriale, a następnie emitowany na kanale Canal+ od 9 kwietnia 2015 roku.
10 października 2014 roku, stacja CBS zamówiła 2 sezon serialu.
9 października 2015 roku, stacja CBS ogłosiła anulowanie serialu po dwóch sezonach.

## Fabuła
Serial opowiada o astronautce Molly Woods, która powraca na Ziemię po 13-miesięcznej samotnej misji w kosmosie. Powrót do normalności utrudniają jej paranormalne zjawiska których doświadczyła podczas misji jak i dziwne zachowania jej przełożonych.

## Obsada
- Halle Berry jako Molly Woods[7]
- Goran Višnjić jako John Woods[8]
- Pierce Gagnon jako Ethan Woods[9]
- Camryn Manheim jako Sam Barton[10]
- Hiroyuki Sanada jako Hideki Yasumoto[11]
- Grace Gummer jako Julie Gelineau[12]
- Michael O’Neill jako Alvin Sparks[13]
- Jeffrey Dean Morgan  jako JD Richter[14]
- Charlie Bewley jako Tobias Shepard, generał[15]

## Role drugoplanowe
- Louis Gossett Jr. jako Quinn Woods, ojciec Molly emerytowany lekarz[16]
- Annie Wersching jako Femi Dodd[17]
- Sergio Harford jako Marcus Dawkins
- Tessa Ferrer jako Katie Sparks[18]
- Tyler Hilton jako Charlie, szef programistów Humaich Project[19]
- Brad Beyer jako Harmon Kryger
- Maury Sterling jako Gordon Kern
- Charlie Bewley jako Odin
- Kiersey Clemons jako Lucy[20]
- Necar Zadegan jako Sahyna Velez, szef sztabu  Tobiasa Sheperda[21]
- Lyndon Smith jako córka JD Richtera[21]

## Odcinki
| Sezon | Sezon | Odcinki | Oryginalna emisja | Oryginalna emisja | Oryginalna emisja | Oryginalna emisja |
| Sezon | Sezon | Odcinki | Premiera sezonu   | Finał sezonu      | Premiera sezonu   | Finał sezonu      |
| ----- | ----- | ------- | ----------------- | ----------------- | ----------------- | ----------------- |
|       | 1     | 13      | 9 lipca 2014      | 17 września 2014  | 1 września 2014   | 24 listopada 2014 |
|       | 2     | 13      | 1 lipca 2014      | 9 września 2015   | 1 września 2015   | 24 listopada 2015 |